# Kumpulagården
Kumpulagården ligger i Yttre Kvenby i östra delen av Vadsø. Under andra hälften av 1800-talet byggde invandrare från Finland småbruk där, med husen längs en väg parallellt med stranden. Kumpulagården byggdes 1850–1862.
Kumpulagården byggdes som ett Varangerhus med ladugården hopbyggd med bostadshuset. I Kumpulagården låg ladugården i en flygel på  baksidan. Ladugården har senare rivits och ersatts av ett fristående stall. Lagerhuset vid stranden har också rivits. 
Kumpulagården är kulturminnesmärkt.